# Ludovic Arrachart

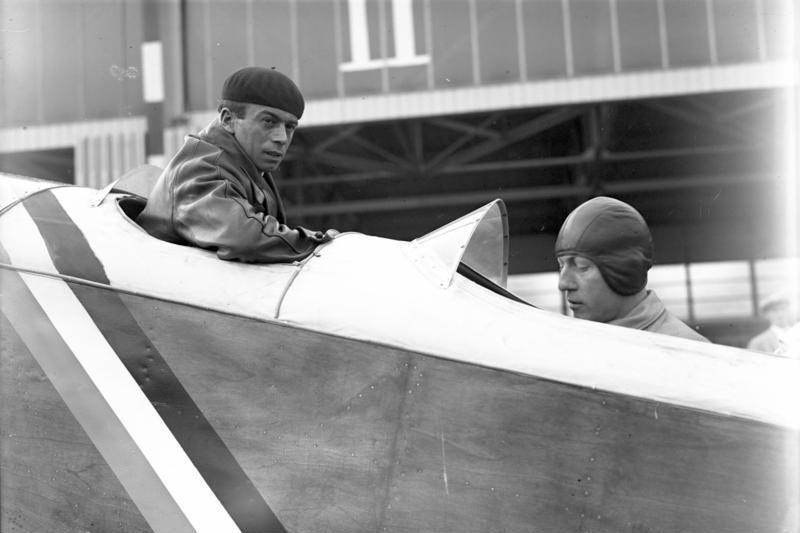
Ludovic Arrachart (rechts) beim Internationalen Europarundflug 1930

Ludovic Arrachart (* 15. August 1897 in Besançon; † 24. Mai 1933 in Maisons) war ein französischer Pilot und Pionier der Luftfahrt.

## Werdegang
Er war der Sohn von Eugène Gustave Paul Arrachart und von Maria Louise Bouzon.
Im Ersten Weltkrieg diente Ludovic Arrachart seit Oktober 1914, als er 17 Jahre alt war, im 35. Infanterieregiment des französischen Heeres, das in Belfort stationiert war. Nach zwei Verwundungen bei Verdun und an der Maas wurde er 1917 im Grad eines Unterleutnants zur französischen Aéronautique Militaire versetzt. Zunächst als Beobachter tätig, erhielt er 1918 das Pilotenbrevet. 1919 bis 1922 kommandierte er eine Flugstaffel, die in Syrien stationiert war. Von 1923 bis 1925 diente er als Versuchspilot.
Am 30. Juni 1924 gewann er die Coupe Michelin Internationale, einen französischen Flugwettbewerb über die Langdistanz. Mit seinen interkontinentalen Langstreckenflügen wurde er zu einem Pionier der Luftfahrt. Er realisierte zwei Weltrekorde: Mit einer Breguet 19 flog er im Februar 1925 über 3166 Kilometer von Paris nach Dakar und Timbuktu und wieder zurück, und am 26. und 27. Juni 1926 flog er, begleitet von seinem Bruder Paul Arrachart, mit einem Doppeldecker Potez 28 über 4305 Kilometer von Paris nach Basra im Irak.
Später war er bei Renault als Leiter der Abteilung für Flugzeugmotoren angestellt.
Am 24. Mai 1933 starb Ludovic Arrachart im Alter von 36 Jahren bei einem Flugzeugabsturz in der Nähe von Chartres.

## Auszeichnungen
- Offizier der Ehrenlegion
- Croix de guerre 1914–1918
- Croix de guerre des Théâtres d’opérations extérieurs
- Croix du combattant
- Médaille des blessés de guerre
- Médaille commémorative de la guerre 1914–1918
- Médaille interalliée 1914–1918
- Médaille commémorative de Syrie-Cilicie (Médaille du Levant)
- Orden des Weißen Adlers (Serbien)

| Personendaten    | Personendaten                                 |
| ---------------- | --------------------------------------------- |
| NAME             | Arrachart, Ludovic                            |
| KURZBESCHREIBUNG | französischer Pilot und Pionier der Luftfahrt |
| GEBURTSDATUM     | 15. August 1897                               |
| GEBURTSORT       | Besançon                                      |
| STERBEDATUM      | 24. Mai 1933                                  |
| STERBEORT        | Maisons                                       |